# Heritiera utilis
Heritiera utilis är en malvaväxtart som beskrevs av Thomas Archibald Sprague. Heritiera utilis ingår i släktet Heritiera och familjen malvaväxter. Inga underarter finns listade i Catalogue of Life.